# Campionati europei di atletica leggera 2016 - Lancio del giavellotto maschile
Il lancio del giavellotto maschile ai Campionati europei di atletica leggera 2016 si è svolto il 6 e 7 luglio 2016.

## Programma
| Data          | Ora   | Evento         |
| ------------- | ----- | -------------- |
| 6 luglio 2016 | 17:05 | Qualificazione |
| 7 luglio 2016 | 18:35 | Finale         |

|Tutti gli orari sono indicati nell'ora locale (UTC+2)

## Podio
| Oro     | Zigismunds Sirmais | Lettonia  |
| Argento | Vítězslav Veselý   | Rep. Ceca |
| Bronzo  | Antti Ruuskanen    | Estonia   |

## Risultati

### Qualificazione
Qualificazione: 81.50 m (Q) o migliori 12 atleti (q)
| Class | Gruppo | Nome                   | Nazionalità          | #1     | #2    | #3    | Misura | Note |
| ----- | ------ | ---------------------- | -------------------- | ------ | ----- | ----- | ------ | ---- |
| 1     | A      | Antti Ruuskanen        | Finlandia            | 88.23  |       |       | 88.23  | Q    |
| 2     | B      | Jakub Vadlejch         | Rep. Ceca            | 80.59  | 85.06 |       | 85.06  | Q    |
| 3     | A      | Vítězslav Veselý       | Rep. Ceca            | 80.31  | 79.72 | 84.82 | 84.82  | Q    |
| 4     | B      | Thomas Röhler          | Germania             | 83.98  |       |       | 83.98  | Q    |
| 5     | A      | Zigismunds Sirmais     | Lettonia             | 82.96  |       |       | 82.96  | Q    |
| 6     | A      | Ioannis Kiriazis       | Grecia               | 77.20  | 81.92 |       | 81.92  | Q    |
| 7     | B      | Marcin Krukowski       | Polonia              | x      | 81.88 |       | 81.88  | Q    |
| 8     | B      | Risto Mätas            | Estonia              | 81.19  | x     | x     | 81.19  | q    |
| 9     | B      | Jaroslav Jílek         | Rep. Ceca            | 78.59  | 79.19 | 81.09 | 81.09  | q    |
| 10    | B      | Łukasz Grzeszczuk      | Polonia              | 74.38  | 81.05 | x     | 81.05  | q    |
| 11    | A      | Kacper Oleszczuk       | Polonia              | 72.37  | 80.97 | 80.23 | 80.97  | q    |
| 12    | B      | Kim Amb                | Svezia               | 76.23  | 80.70 | x     | 80.70  | q    |
| 13    | B      | Roberto Bertolini      | Italia               | 70.61  | 76.32 | 80.58 | 80.58  |      |
| 14    | A      | Tero Pitkämäki         | Finlandia            | x      | 80.52 | x     | 80.52  |      |
| 15    | A      | Tanel Laanmäe          | Estonia              | 75.81  | 79.23 | 80.46 | 80.46  |      |
| 16    | A      | Johannes Vetter        | Germania             | '79.98 | x     | 79.90 | 79.98  |      |
| 17    | A      | Matija Kranjc          | Slovenia             | 79.56  | 77.87 | 75.68 | 79.56  |      |
| 18    | A      | Dmytro Kosyns'kyj      | Ucraina              | 76.75  | 76.75 | 79.21 | 79.21  |      |
| 19    | B      | Ari Mannio             | Finlandia            | 78.55  | 77.41 | 77.18 | 78.55  |      |
| 20    | B      | Lars Hamann            | Germania             | 78.00  | 76.28 | 78.07 | 78.07  |      |
| 21    | A      | Edis Matusevičius      | Lituania             | 76.64  | 76.15 | 77.86 | 77.86  |      |
| 22    | B      | Paraskevas Batzavalis  | Grecia               | 73.92  | 72.06 | 77.86 | 77.86  |      |
| 23    | A      | Gabriel Wallin         | Svezia               | 73.56  | 76.00 | x     | 76.00  |      |
| 24    | A      | Norbert Bonvecchio     | Italia               | x      | 73.29 | 75.75 | 75.75  |      |
| 25    | B      | Dejan Mileusnić        | Bosnia ed Erzegovina | 75.00  | x     | 72.73 | 75.00  |      |
| 26    | B      | Magnus Kirt            | Estonia              | 74.20  | x     | 74.64 | 74.64  |      |
| 27    | A      | Norbert Rivasz-Tóth    | Ungheria             | x      | 74.56 | x     | 74.56  |      |
| 28    | B      | Janis Svens Griva      | Lettonia             | 71.84  | 73.38 | 69.83 | 73.38  |      |
| 29    | B      | Oleksandr Nychyporchuk | Ucraina              | x      | x     | 73.31 | 73.31  |      |
| 30    | A      | Patrik Ženúch          | Slovacchia           | 68.16  | 69.38 | x     | 69.38  |      |
| -     | A      | Rolands Štrobinders    | Lettonia             | x      | x     | x     | nm     |      |
| -     | B      | Vedran Samac           | Serbia               |        |       |       | dns    |      |

### Finale
La competizione è stata vinta da Zigismunds Sirmais.
| Class.  | Atleta             | Nazione   | #1    | #2    | #3    | #4    | #5    | #6    | Misura | Note                                     |
| ------- | ------------------ | --------- | ----- | ----- | ----- | ----- | ----- | ----- | ------ | ---------------------------------------- |
| Oro     | Zigismunds Sirmais | Lettonia  | 81.86 | 81.36 | 80.88 | 78.36 | 86.66 | 75.57 | 86.66  | Miglior prestazione personale            |
| Argento | Vítězslav Veselý   | Rep. Ceca | 74.58 | 81.13 | 83.59 | 77.89 | 83.14 | 80.69 | 83.59  |                                          |
| Bronzo  | Antti Ruuskanen    | Finlandia | 80.98 | 82.44 | 79.54 | x     | –     | f     | 82.44  |                                          |
| 4       | Risto Mätas        | Estonia   | 80.05 | 81.00 | 80.77 | 78.73 | 81.53 | 82.03 | 82.03  | Miglior prestazione personale stagionale |
| 5       | Thomas Röhler      | Germania  | 79.33 | 80.78 | x     | 78.74 | 76.66 | 78.60 | 80.78  |                                          |
| 6       | Marcin Krukowski   | Polonia   | x     | x     | 79.49 | 77.90 | 76.71 | x     | 79.49  |                                          |
| 7       | Kim Amb            | Svezia    | 71.89 | 78.34 | 76.26 | 78.72 | 79.36 | 79.07 | 79.36  |                                          |
| 8       | Kacper Oleszczuk   | Polonia   | 69.96 | 78.11 | 78.21 | 79.34 | 75.18 | x     | 79.34  |                                          |
| 9       | Jakub Vadlejch     | Rep. Ceca | 78.12 | x     | 77.56 |       |       |       | 78.12  |                                          |
| 10      | Jaroslav Jílek     | Rep. Ceca | x     | 75.05 | 76.92 |       |       |       | 76.92  |                                          |
| 11      | Łukasz Grzeszczuk  | Polonia   | x     | 76.41 | x     |       |       |       | 76.41  |                                          |
| 12      | Ioannis Kiriazis   | Grecia    | 72.68 | 75.57 | 75.34 |       |       |       | 75.57  |                                          |